# 林哲司
林 哲司（はやし てつじ、1949年8月20日 - ）は、日本の作曲家、編曲家、シンガーソングライター。静岡県富士市出身。

## 来歴・人物
静岡県立富士高等学校、日本大学商学部卒。
五人兄弟の末っ子として生まれる。幼少の頃から兄の影響で米国のポップスを聴いて育った。
20歳の頃にヤマハが主催する音楽スクールに入り、その後ヤマハの音楽雑誌「ライトミュージック」の編集などに携わる。1972年、ヤマハ主催の第3回世界歌謡祭チリ大会に自作の『それが恋の終りなら』を応募したことをきっかけに、1973年4月にシンガーソングライターとしてデビュー。1975年、PMPの朝妻一郎と笹島斌により、大橋純子の歌などが入った林作のデモテープが、フランス・カンヌのMIDEM（音楽見本市）に出展される。収録曲「If I have to go away」がイギリスのロックバンド・ジグソーのプロデューサーから気に入られ、当初ジグソーのアルバム曲として収録する予定であったが、思いの外完成度が高かったことから、シングルとして1977年リリース、全英・全米共にチャートインを収めた。
その後作曲家・編曲家・音楽プロデューサーとしての活動が中心となり、1980年代に入ると、上田正樹「悲しい色やね」、杏里「悲しみがとまらない」、中森明菜「北ウイング」、原田知世「愛情物語」、菊池桃子「卒業-GRADUATION-」、杉山清貴&オメガトライブ「ふたりの夏物語 -Never Ending Summer-」、河合奈保子「デビュー〜Fly Me To Love」など、多数のヒット楽曲を手掛けていた。
また映画音楽やドラマ音楽、イベントの音楽監督やプロデューサーなど幅広く活躍。『ハチ公物語』では主題歌を歌った。現在はチープ広石、吉田朋代とのユニット、グルニオンとして活動する。
地元富士市を拠点に富士市、富士宮市、芝川町をカバーするコミュニティーFMラジオ局『Radio-f（富士コミュニティーFM）84.4HZ』を開局し、同社の代表に就任し、毎週日曜正午から自らがMCを務める音楽プログラム『room844』も放送していた。
2003年にはNEW!!わかふじ国体の式典総合プロデューサーを務め、式典での全ての楽曲を作編曲した。これらの楽曲は『Legend of a Winner』としてCD化された。
2005年10月から2010年3月まで、日本テレビ系新人歌手発掘オーディション番組『歌スタ!!』にて「ウタイビトハンター」（楽曲提供する作曲家の審査員）として不定期に出演していた。初登場の時に山岡由佳に「よろしく」札を挙げ、彼女への提供曲『クレイジーフォーユアラブ』を作編曲（作詞は吉田朋代）したが、レコード会社（バップ）から「よろしく」札が出なかったため、彼女のメジャーデビューはならなかった。
2007年になってからは、4月にNHKハイビジョン番組『今日は一日 桜・さくら・SAKURA!』内で出演し、イメージ曲『桜日和』（デュエットと作詞はmetro tripの日野友香）が公開された。
5月には林にとって初の邦楽器演奏用作編曲作品『邦楽合奏曲・熊野古道』がCD発売された。
2008年10月23日に東京国際フォーラムにて自身の活動35周年記念コンサートを開いた。杉山清貴、上田正樹、稲垣潤一ら豪華ゲストに加え、コンサート出演時まで伏せられたシークレットゲストに竹内まりやを招き、林が手掛けた『September』『象牙海岸』の2曲が歌われ、観客、音楽関係者を驚かせた。
2011年に、沼津港深海水族館・シーラカンスミュージアムの「駿河湾」ブースに、イメージ曲『THE SURUGA-BAY〜母なる海へ〜』を提供。同水族館のCD『DEEPEST』に収録。
2012年には玉井詩織（ももいろクローバーZ）への楽曲提供、2013年より橋口いくよ小説原作の『少年ハリウッド』のTVアニメ及び公式アイドルへの楽曲提供をメイン作曲家として精力的に行っている。
2020年、海外において日本のシティ・ポップ人気が高まる中で、2020年10月末にYouTuberのRainychがカバー曲を発表したことをきっかけとして、同年12月、松原みきに提供した「真夜中のドア～Stay With Me」（1979年発売）がSpotifyグローバルバイラルチャート18日連続世界1位を記録し、2021年3月10日には同作のレコード盤がポニーキャニオンから復刻販売された。

## 主な楽曲提供（年代別に五十音順）

### 1970年代
- Jigsaw
  - 君にさようなら (I have to go away)（作詞・作曲：林哲司）
- イースタン・ギャング（当初：オリジナル・イースタン・ギャング）
  - ディスコ・ザウルス（作詞：Peter Shuey）
  - フラッシャー（作詞：Peter Shuey）
  - ドライ・キャット（編曲担当。作詞：竜真知子、作曲：大野雄二）[注釈 4]
  - マジック・アイズ（作詞：Peter Shuey）
- 大橋純子
  - キャシーの噂（作詞：松本隆）
- 竹内まりや
  - SEPTEMBER（作詞：松本隆）
- フェアリーズ
  - 愛をもういちど（作詞：竜真知子）
  - あなたのラブ・ソング（作詞：竜真知子）
  - 恋はファンタジィ（作詞：竜真知子）
  - Stop and Feel It（作詞：竜真知子）
  - トウナイト（作詞：竜真知子）
  - 時は過ぎても（作詞：竜真知子）
  - バック・ミラー（作詞：竜真知子）[注釈 5]
  - ムッシュ・ブルー（作詞：竜真知子）
- 布施明
  - 恋のサバイバル（編曲担当。作詞：D. Fekaris、訳詞：布施明、作曲：F. Perren）
- 松木美和子
  - エピローグ（作詞：たかたかし、作曲：高橋拓也・林哲司）
- 松原みき
  - 真夜中のドア〜Stay With Me（作詞：三浦徳子）
- 南沙織
  - 愛はめぐり逢いから（作詞：岡田冨美子）

### 1980年代
- 我妻佳代
  - Mr.Dreamer（作詞：谷穂ちろる／編曲：鷺巣詩郎）
  - 夢だけ100%（作詞：谷穂ちろる／編曲：鷺巣詩郎）
- 浅香唯
  - 瞳のラビリンス（作詞：平井森太郎／編曲：若草恵）
- 浅野ゆう子
  - 半分愛して (LOVE ME BY HALF)（作詞：康珍化／編曲：林哲司）
  - グッド・バッド・マン (GOOD BAD MAN)（作詞：康珍化／編曲：林哲司）
- 新井薫子
  - サマー・エンジェル（作詞：竜真知子／編曲：大谷和夫）
  - バイ・バイ・イエスタディ（作詞：青木久美子／編曲：大村雅朗）
- 新井由美子
  - ハーバーライト・ブルー（作詞：三浦徳子／編曲：大谷和夫）
- 杏里
  - 悲しみがとまらない（作詞：康珍化／編曲：角松敏生・林哲司）
  - YOU ARE NOT ALONE（作詞：康珍化／編曲：林哲司）
- 池田政典
  - SHADOW DANCER（作詞：売野雅勇／編曲：船山基紀）
  - FORMULA WIND（作詞：田口俊／編曲：新川博）
- 石川秀美
  - 熱風（作詞：鈴木博文／編曲：大谷和夫）
  - 感じてPIPI（作詞：SHOW／編曲：大谷和夫）（「熱風」B面）
  - SHADOW SUMMER（作詞：売野雅勇／編曲：新川博）
  - RAIN GRASS（作詞：売野雅勇／編曲：新川博）（「SHADOW SUMMER」B面）
  - ストロベリー・シェイク（作詞：松本隆／編曲：林哲司）（84年発売アルバム『サマー・ブリーズ』収録）
  - はちみつテイスト（作詞：松本隆／編曲：林哲司）
  - そよ風のエアメール（作詞：SHOW／編曲：入江純）
  - SUMMER RAIN（作詞：鈴木博文／編曲：大谷和夫）
- 石川ひとみ
  - さよならの理由
  - ジプシー・ナイト
  - Follow You-空港まで-
  - Tenderly
- 石野真子
  - VIVA!サンシャイン!（作詞：伊藤アキラ／編曲：林哲司）
  - 恋はおしゃれに（作詞：真樹のり子／編曲：林哲司）
  - ガラスの観覧車（作詞：売野雅勇／編曲：新川博）
  - 海色のパセティック（作詞：原真弓／編曲：新川博）
- 伊藤かずえ
  - ガラスのテンダリー（作詞：園部和範／編曲：林哲司）
- 伊藤つかさ
  - 若葉のころ（作詞：伊藤つかさ／編曲：井上鑑）
  - 緩いカレッジリング（作詞：秋元康／編曲：井上鑑）
- 稲垣潤一
  - MARIA（作詞：売野雅勇／編曲：井上鑑）
  - 言い出せなくて（作詞：秋元康／編曲：林哲司）
  - 悲しきダイアモンド･リング（作詞：売野雅勇／編曲：林哲司）
  - 誰がために…（作詞：さがらよしあき／編曲：井上鑑）
  - 愛は腕の中で（作詞：秋元康／編曲：松任谷正隆）
  - 1ダースの言い訳（作詞：秋元康／編曲：萩田光雄）
  - A Glass Of The Sorrow（作詞：売野雅勇／編曲：林哲司）
  - P.S. 抱きしめたい（作詞：売野雅勇／編曲：林哲司）
  - 僕は君の味方（作詞：秋元康／編曲：船山基紀）
  - 思い出のビーチクラブ（作詞：売野雅勇／編曲：船山基紀）
  - サザンクロス（作詞：秋元康／編曲：林哲司）
  - 悲しみは優し過ぎて（作詞：売野雅勇／編曲：林哲司）
  - Memory Flickers（作詞：売野雅勇／編曲：林哲司）
  - 君は知らない（作詞：秋元康／編曲：坂本洋）
- 井森美幸
  - 瞳の誓い（作詞：康珍化／編曲：萩田光雄）
  - 恋人になる100の方法（作詞：康珍化／編曲：新川博）
  - 99粒の涙（作詞：康珍化／編曲：萩田光雄）
  - 天使のハンカチーフ（作詞：康珍化／編曲：萩田光雄）
  - 乙女心ウラハラ（作詞：神沢礼江／編曲：萩田光雄）
  - 夢でロマンス（作詞：青木久美子／編曲：萩田光雄）
  - 奇跡のクレッセント（作詞：康珍化／編曲：萩田光雄）
- イルカ
  - もう海には帰れない（作詞：秋元康／編曲：林哲司）
- 岩崎宏美
  - 夢見るように愛したい（作詞：売野雅勇／編曲：大村雅朗）
- 岩崎良美
  - くちびるからサスペンス（作詞：康珍化／編曲：林哲司）
  - ヨコハマHeadlight（作詞：康珍化／編曲：林哲司）
  - 10月のフォト・メール（作詞：康珍化／編曲：林哲司）
  - What's Love?（作詞：康珍化／編曲：林哲司）
  - ヒールとスタジャン（作詞：康珍化／編曲：林哲司）
  - Fire（作詞：康珍化／編曲：林哲司）
  - Congratulation（作詞：康珍化／編曲：林哲司）
  - 愛はどこに行ったの (Please Answer The Phone)（作詞：康珍化／編曲：大村雅朗）
  - コーラス・ワーク（作詞：康珍化／編曲：林哲司）
- 上田正樹
  - 悲しい色やね（作詞：康珍化／編曲：星勝）
- 荻野目慶子
  - 愛のオーロラ（作詞：岩谷時子／編曲：萩田光雄）
  - 白いレクイエム（作詞：岩谷時子／編曲：萩田光雄）
- 荻野目洋子
  - ビーチボーイズを止めないで（作詞：売野雅勇／編曲：船山基紀）
  - 涙しか見えない（作詞：湯川れい子／編曲：大村雅朗）
  - 恋しくて（作詞：麻生圭子／編曲：船山基紀）
- 柏原芳恵
  - A・r・i・e・s（作詞：阿久悠／編曲：船山基紀）
  - 私のすべて（作詞：阿久悠／編曲：船山基紀）
  - 美少女党（作詞：阿久悠／編曲：萩田光雄）
  - くちびるかんで純愛（作詞：阿久悠／編曲：萩田光雄）
  - Stranger（作詞：阿久悠／編曲：萩田光雄）
  - 最後のセーラー服（作詞：阿久悠／編曲：船山基紀）
  - 愛を知るまで眠らせないで（作詞：阿久悠／編曲：萩田光雄）
- 河合奈保子
  - デビュー〜Fly Me To Love〜（作詞：売野雅勇／編曲：鷺巣詩郎）
  - ラヴェンダー・リップス（作詞：売野雅勇／編曲：萩田光雄）
  - 涙のハリウッド（作詞：売野雅勇／編曲：萩田光雄）
  - 砂の傷あと（作詞：竹内まりや、『あるばむ』所収）
  - ダブル・デイト（作詞：竹内まりや、『あるばむ』所収）
- 川島恵
  - 夏少女
  - 失恋第一章
- 川村愛
  - 気づいてMY・HEART（竜真知子）[注釈 5]
- 菊池桃子
  - 青春のいじわる（作詞：秋元康）
  - SUMMER EYES（作詞：秋元康）
  - 雪にかいたLOVE LETTER（作詞：秋元康）
  - 卒業-GRADUATION-（作詞：秋元康）
  - I WILL（作詞：秋元康）
  - BOYのテーマ（作詞：秋元康）
  - もう逢えないかもしれない（作詞：康珍化）
  - Broken Sunset（作詞：有川正沙子）
  - EDEN of Galaxy（作詞：藤田浩一）
  - 夏色片想い（作詞：有川正沙子）
  - Say Yes!（作詞：売野雅勇）
  - Ivory Coast（作詞：売野雅勇／編曲：久石譲）
  - アイドルを探せ（作詞：売野雅勇）
  - Nile in Blue（作詞：売野雅勇／編曲：鷺巣詩郎）
  - ガラスの草原（作詞：売野雅勇／編曲：新川博）
- 桐ケ谷俊博
  - きらいさこんな雨（編曲）
  - 冬の扉（編曲）
- 倉沢淳美
  - 卒業（作詞：売野雅勇／編曲：萩田光雄）
- 倉田てつを
  - 黒い勇者（作詞：平出よしかつ／編曲：石田勝範）
- 小泉今日子
  - 恋のビギナー
  - Flower
  - 素直じゃなくって御免
  - 横須賀デイ・ドリーム
  - One Moon
- 国実百合
  - 青い制服（作詞：麻生麗二（売野雅勇））
  - ボーイフレンド（作詞：麻生麗二（売野雅勇））
  - 秋色の街（作詞：田口俊）
  - 友だち以上（作詞：田口俊／編曲：新川博）
  - あなたしかいらない（作詞：及川眠子／編曲：山川恵津子）
  - きっと…（作詞：三浦徳子／編曲：萩田光雄）
  - 北風にひとりぼっち（作詞：青木久美子／編曲：山川恵津子）
  - 太陽は知っている（作詞：青木久美子／編曲：山川恵津子）
- 児島未散
  - オーシャンブルー（作詞：松本隆／編曲：松原正樹）
  - 学園祭（作詞：松本隆／編曲：新川博）
  - BEST FRIEND（作詞：松本隆／編曲：新川博）
  - セプテンバー物語（作詞：松本隆／編曲：新川博）
  - れんげの坂道（作詞：松本隆／編曲：萩田光雄）
- 西城秀樹
  - 真夏の逃亡者（作詞：有川正沙子）
  - 一度の賭け（作詞：有川正沙子）
  - ムーンライト・パーティー（作詞：有川正沙子）
  - ジャンクション（作詞：森田由美）
- 島田奈美
  - 負けないで片思い（作詞：森雪之丞／編曲：船山基紀）
  - 昼下がりの星屑（作詞：森雪之丞／編曲：船山基紀）
  - パウダースノーの妖精（作詞：松本隆／編曲：新川博）
  - 綺麗になりたい（作詞：松本隆／編曲：新川博）
  - Free Balloon（作詞：松本隆／編曲：新川博）
  - 頬よせて（作詞：松本隆／編曲：新川博）
  - パステルブルーのためいき（作詞：松本隆／編曲：船山基紀）
- 杉かおり
  - 醒まさないで（作詞：宮原芽映／編曲：川村栄二）
- 杉浦幸
  - ドラマ（作詞：森雪之丞／編曲：瀬尾一三）
- 杉山清貴&オメガトライブ
  - SUMMER SUSPICION（作詞：康珍化）
  - ASPHALT LADY（作詞：康珍化）
  - 君のハートはマリンブルー（作詞：康珍化）
  - RIVERSIDE HOTEL（作詞：康珍化）
  - ふたりの夏物語（作詞：康珍化）
  - サイレンスがいっぱい（作詞：康珍化）
  - ガラスのPALM TREE（作詞：康珍化）
- 杉山清貴
  - 僕の腕の中で（作詞：秋元康／編曲：佐藤準）
- 高田みづえ
  - 涙の月影（作詞：山上路夫／編曲：林哲司）
  - 天使のいたずら（作詞：山上路夫／編曲：林哲司）
- 竹内まりや
  - ブラックボード先生（作詞：竹内まりや／編曲：林哲司）
  - 僕の街へ（作詞：竹内まりや／編曲：林哲司）
  - イチゴの誘惑（作詞：松本隆／編曲：林哲司）
  - SEPTEMBER（作詞：松本隆／編曲：林哲司）
- 田原俊彦
  - Hardにやさしく（作詞：阿久悠／編曲：鷺巣詩郎）
- 寺尾聰
  - The Stolen Memories（作詞：釈珠美／編曲：今剛）
- 富田靖子
  - 私だけのアンカー
  - 元気ですか!?
- とんねるず
  - 寝た子も起きる子守唄（作詞：きたやまおさむ（北山修））
- 中村雅俊
  - パズル・ナイト（作詞：秋元康）
  - ナチュラル〜愛の素顔（作詞：大津あきら）
- 中川勝彦
  - してみたい（作詞：嶋崎政樹・松尾由紀夫／編曲：白井良明）
  - クール・ロマンティック（作詞：来生えつこ）
- 中村由真
  - Girl&Woman（作詞：及川眠子／編曲：山川恵津子）
  - 夕陽のルージュ（作詞：及川眠子／編曲：山川恵津子）
  - SWEET DISTINY（作詞：吉元由美／編曲：船山基紀）
  - GIRL IN THE NIGHT（作詞：吉元由美／編曲：船山基紀）
  - 水に落ちたヴァイオレット（作詞：吉元由美／編曲：瀬尾一三）
  - Dang Dang 気になる（作詞：売野雅勇／編曲：船山基紀）
- 中森明菜
  - 北ウイング（作詞：康珍化）
  - October Storm-十月の嵐-（作詞：康珍化）
  - ドラマティック・エアポート-北ウイングPart II-
  - まだ充分じゃない（作詞：佐藤ありす）
  - 涙の形のイヤリング（作詞：康珍化）
  - MILONGUITA（作詞：大津あきら）
  - 恋路（作詞：来生えつこ）
- 成清加奈子
  - パジャマ・じゃまだ!（作詞：康珍化／編曲：椎名和夫）
- 早見優
  - Me☆セーラーマン（作詞：三浦徳子）
- 原田知世
  - 愛情物語（作詞：康珍化）
  - 天国にいちばん近い島（作詞：康珍化／編曲：萩田光雄）
  - どうしてますか（作詞:田口俊／編曲:大村雅朗）
- 光GENJI
  - インナーアドベンチャー（作詞：芹沢類／編曲：佐藤準）
  - 新世紀（作詞：有川正沙子／編曲：佐藤準）
  - GIRL!GIRL!GIRL!（作詞：原真弓／編曲：和泉一弥）
- ポプラ
  - 異次元ストーリー（作詞：竜真知子／編曲：奥慶一）
- 堀ちえみ
  - 稲妻パラダイス（作詞：康珍化／編曲：萩田光雄）
  - 君は僕じゃない、僕は君じゃない
  - オルフェウスの窓
- 松本伊代
  - 信じかたを教えて（作詞：川村真澄／編曲：船山基紀）
  - サヨナラは私のために（作詞：川村真澄／編曲：船山基紀）
  - 思い出をきれいにしないで（作詞：川村真澄／編曲：船山基紀）
  - きれいな涙
  - シングルエイド
  - 風の宮
- 松田聖子
  - LET'S BOYHUNT（作詞：松本隆／編曲：井上鑑）
  - 真っ赤なロードスター（作詞：松本隆／編曲：船山基紀）
  - 密林少女（作詞：松本隆／編曲：大村雅朗）
  - 銀色のオートバイ（作詞：松本隆／編曲：戸塚修）
  - Star（作詞：松本隆／編曲：大村雅朗）
  - Private School（作詞：松本隆／編曲：井上鑑）
- 美空ひばり
  - 孔雀の雨（作詞：秋元康／編曲：若草恵）
  - ワルツを踊らせて（作詞：秋元康／編曲：若草恵）
  - 背中（作詞：秋元康／編曲：若草恵）
- 三田寛子
  - 春の冒険（作詞:竜真知子／編曲：鷺巣詩郎）
  - ガラス窓（作詞:竜真知子／編曲：鷺巣詩郎）
  - 見つめてほしい（作詞：康珍化／編曲：川村栄二）
  - 貝殻物語-Once Upon A Summertime-（作詞：康珍化／編曲：川村栄二）
  - 冬色物語（作詞：竜真知子／編曲：鷺巣詩郎 ）
- 宮内タカユキ
  - 誰かが君を愛してる（作詞：康珍化／編曲：川村栄二、『仮面ライダーBLACK RX』エンディングテーマ）
  - すべては君を愛するために（作詞：康珍化／編曲：石田勝範、『仮面ライダーBLACK RX』挿入歌）
  - 運命の戦士（作詞：康珍化／編曲：石田勝範、『仮面ライダーBLACK RX』挿入歌）
- 安田成美
  - サマー・プリンセス（作詞：松本隆／編曲：大村雅朗）
- 安永亜衣
  - if（作詞：大津あきら／編曲：萩田光雄）
- 山本達彦
  - IMITATION TALE（作詞：杉山政美／編曲：佐藤準）
- アニタ・ムイ（梅艷芳）
  - なんとなく幸せ（作詞：なかにし礼／編曲：萩田光雄）

### 1990年代
- 杏子
  - 彼方へ（作詞：北野みう）1991年
- ANNA
  - WANNA KISS（作詞：康珍化）1998年
  - Single Girl（作詞：康珍化）1998年
- amin
  - 曖昧❤︎ロマンティック（作詞：田辺智沙／編曲：林有三）1994年
- カズン
  - 夢追いかけて（作詞：小林和子）1996年
- キーラ
  - なくわ（作詞：近田春夫／編曲：米光亮）1993年
- 酒井美紀
  - 永遠に好きと言えない（作詞：売野雅勇／編曲：十川知司）1993年
  - 想い出だけじゃ悲しい（作詞：及川眠子／編曲：十川知司）1993年
  - 蒼い視線（作詞：及川眠子／編曲：十川知司）1994年
- 館林見晴
  - 気まぐれエーモーション（作詞：三浦徳子／編曲：鴨宮諒）1998年
- TOKIO
  - じっと見つめて（作詞：朝水彼方／編曲：西脇辰弥）1996年
- BRAND NEW OMEGA TRIBE（BNOT、ブランニューオメガトライブ）
  - Still It's Summer（作詞：秋元康／編曲：新川博）1994年
  - ALONE AGAIN（作詞：秋元康／編曲：新川博）1994年
  - いつまでもこのままで（作詞：売野雅勇／編曲：新川博）1994年
- 仲間由紀恵
  - 負けない愛がきっとある（作詞：松井五郎／編曲：田代隆廣）1998年
  - 心に私がふたりいる（作詞：松井五郎／編曲：田代隆廣）1998年
  - ONE MORE CHANCE（作詞：松井五郎／編曲：田代隆廣）1998年
  - トレモロ（作詞：松井五郎／編曲：田代隆廣）1998年
- 平井菜水
  - 青空の指輪（作詞：平出よしかつ／編曲：新川博）1994年
- 細川たかし
  - ヘドラーの山（作詞・編曲：林哲司）1994年
- 水谷優子他
  - 炎の女王（作詞：舞阪洸／編曲：白川雅、PSゲーム『火魅子伝 〜恋解〜』）1999年
  - 忘れないで（作詞：舞阪洸／編曲：白川雅、PSゲーム『火魅子伝 〜恋解〜』）1999年
- 八代亜紀・桂三枝
  - 熱海あたりで（作詞：秋元康／編曲：服部隆之）1991年
- 山本達彦
  - 愛は僕の弱さだから（作詞：売野雅勇／編曲：ティム・ハインツ）1990年
  - PHOTOGENIC（作詞：売野雅勇／編曲：ティム・ハインツ）1990年
- 米倉利紀
  - エデンという名の果実（作詞：戸沢暢美／編曲：清水信之）1992年
  - デリカシーに雨が降る（作詞：戸沢暢美／編曲：清水信之）1992年
  - Temptation（作詞：真間稜／編曲：島田直角）1995年
- 和久井映見
  - 抱きしめたいのはあなただけ（作詞：戸沢暢美／編曲：鳥山雄司）1992年
  - さよならを言わなかった（作詞：康珍化、本木紀子／編曲：門倉聡）1993年
- 和田アキ子
  - 愛、とどきますか（作詞：なかにし礼）1992年

### 2000年以降
- 秋元順子
  - 胸に手をあてましょう（作詞：いしわたり淳治）2011年10月
- 池田聡
  - 1986 nineteen eighty-six（作詞：売野雅勇／編曲：佐橋佳幸）2022年7月
- 稲垣潤一
  - 哀しみのディスタンス（作詞：松井五郎／作曲：林哲司／編曲：船山基紀）2022年3月
  - My Destiny（作詞：売野雅勇／作曲・編曲：林哲司）2022年3月

- indigo blue
  - Walk On（作詞：indigo blue／編曲：kou & 林哲司）2010年4月

- 上坂すみれ
  - 海風のモノローグ（作詞：上坂すみれ／編曲：林哲司）2022年10月

- 唐橋ユミ
  - 失くさないで、忘れないで（作詞：売野雅勇／編曲：船山基紀）2020年10月
- KISHOW from GRANRODEO
  - Run for run（作詞：松井五郎／編曲：宮崎誠）2024年7月

- KinKi Kids
  - 哀愁のブエノスアイレス（作詞：売野雅勇編曲：船山基紀）2018年1月

- 菊池桃子
  - Again（作詞：売野雅勇／編曲：林哲司）2022年7月
  - 奇跡のうた（作詞：吉元由美／編曲：林哲司）2022年7月

- CRaNE
  - タイムカプセル（作詞：sanae／編曲：清水信之）2014年7月
- GOOD BYE APRIL
  - BRAND NEW MEMORY（作詞：倉品翔・延本文音／編曲：GOOD BYE APRIL・林哲司）2023年4月[7]
  - Love Letter（作詞：延本文音／作曲：倉品翔・林哲司／編曲：GOOD BYE APRIL・林哲司）2024年11月[8]
- 伍代夏子
  - いのちの砂時計（作詞：田久保真見／編曲：萩田光雄）2024年5月
  - 虹の橋（作詞：田久保真見／編曲：萩田光雄）2024年5月
- 清水エスパルス公式応援歌
  - 王者の旗（作詞：木村堅一・一般公募）
- 少年隊
  - ロマンチックタイム（作詞：古川博／編曲：船山基紀）2000年

- 杉山清貴
  - Wising your love（作詞：吉田朋代）2002年
  - Summer Dimension（作詞：有川正沙子）2002年
  - Glory Love（作詞：吉田朋代・大森祥子と共作／作曲：杉山清貴と共作）2009年7月
  - 涙の理由（わけ）（作詞：杉山清貴と共作／作曲：杉山清貴と共作）2009年7月
  - Paradise（作詞：増田俊郎）2011年4月
  - Fly Away～お伽噺のような不思議なユメ～（作詞：Satomi／作曲：杉山清貴と共作）2011年4月
  - Tears for Shining Star（作詞：青木久美子）2011年4月
  - 永遠（作詞：渡辺なつみ）2011年4月
  - I Write A Song For You 2011年4月
  - 夏の光～永遠の少年達へ～（作詞：青木久美子）2011年4月
  - I'M A LOSER（作詞：Satomi／作曲：杉山清貴と共作）2011年4月
  - Hi Da Ma Ri（作詞：増田俊郎／作曲：杉山清貴と共作）2011年4月
  - Rainy Day in New York（作詞：Satomi）2011年4月
  - brand-new day（作詞：田口俊／作曲：杉山清貴と共作）2011年4月
  - 遠くの優しさ（作詞:朝倉修、青木久美子／作曲:杉山清貴と共作）2011年4月
  - 真夏のイノセンス（作詞：売野雅勇／編曲：新川博）2017年2月
- September
  - All For Love（作詞：吉元由美／編曲：斉藤仁）2008年1月
- 玉井詩織（ももいろクローバーZ）
  - 涙目のアリス（作詞：松井五郎）2012年4月
- 戸田恵子
  - 眠れない夜の窓辺で（作詞：松井五郎）2012年9月
  - Go! Go! Rock'n'Roll（作詞：売野雅勇）2012年9月
- なかの綾
  - じゅうくはたち（作詞：はせはじむ）2016年5月
- 西田あい
  - 愛が足りなくて（作詞：岡田冨美子）2018年8月[9]
  - 翔べない踊り子（作詞：岡田冨美子）2018年8月[9]
  - My Story（作詞：松井五郎／編曲：萩田光雄）2020年3月
  - 帰郷 ～ いまでもクスノキの下で ～（作詞：松井五郎／編曲：萩田光雄）2020年3月
  - 雨のしずくと青い空（作詞：松井五郎）2020年3月
- 沼津港深海水族館
  - THE SURUGA-BAY〜母なる海へ〜 2011年12月
- 野中藍
  - トキメキの言葉（作詞：及川眠子）2006年
  - 幸せの種（作詞：及川眠子）2006年
- Pii
  - パノラマ東京（作詞：Pii／編曲：新東京）2023年 [10]
- 増田恵子（ピンク・レディー）
  - 夢までの時間（作詞：岡田ふみ子）2008年8月

- 松城ゆきの
  - 素敵がいっぱい（作詞：売野雅勇）2020年10月
  - 戀「こい」（作詞：松井五郎）2020年10月
  - さよならのフォトグラフ（作詞：竜真知子）2020年10月
  - 刻印 -mon amour-（作詞：松井五郎）2023年6月
  - 雨音（作詞：吉元由美）2023年6月
- 松下萌子
  - Sunflower（作詞：田辺智沙／編曲：小西貴雄）2001年
- 武藤彩未
  - サーフサイド・メモリー（作詞：売野雅勇）2024年11月[11]
- めいちゃん
  - Don't Stop The Show Time（作詞：売野雅勇）2024年7月

## 編曲
- 太田裕美
  - 袋小路
  - ひぐらし
- 大塚博堂
  - めぐり逢い紡いで
- 木之元亮
  - 都会の潮騒
- 榊原郁恵
  - 風を見つめて
  - ガラス色の午後
- しばたはつみ
  - マイ・ラグジュアリー・ナイト
- 杉山清貴
  - 風のLONELY WAY
- 中村雅俊
  - 時
- 岩崎宏美
  - 白夜
- ベラ&オリジナル・イースタン・ギャング
  - 恋はナイス

## 映画音楽
- ドランクモンキー 酔拳
- クレージーモンキー 笑拳
- 蛇鶴八拳
- 龍拳 日本オリジナルの主題歌「Dragon Fist」
- 少林寺木人拳
- ヨーロッパ特急（1984年1月14日、東宝。オードリー・ヘプバーン主演の映画「ローマの休日」をもとにしたラブストーリー）
- 刑事物語3 潮騒の詩（1984年7月7日、東宝）
- テラ戦士ΨBOY（1985年7月6日、東映）
- 刑事物語 くろしおの詩（1985年10月10日、東宝）
- ハチ公物語（1987年8月1日、松竹富士。自身が主題歌を歌った）
- 遠き落日（1992年7月4日、松竹）
- 宮澤賢治 その愛
- 大統領のクリスマスツリー
- 釣りバカ日誌13 ハマちゃん危機一髪!（2002年8月10日、松竹）

## ドラマ音楽
- アイコ16歳（1982年、TBS）
- 青が散る（1983年 - 1984年、TBS）
- アイコ17歳（1984年、TBS）
- くれない族の反乱（1984年、TBS）
- 愛の風、吹く(1985年、TBS)
- 卒業-GRADUATION-（1985年、日本テレビ）
- ジャングル（1987年、日本テレビ）
- NEWジャングル（1988年、日本テレビ）
- いまさら、初恋（1989年、TBS）
- 課長サンの厄年（1993年、TBS）
- 人生は上々だ（1995年、TBS）
- 海まで5分（1998年、TBS）
- ブランド（2000年、フジテレビ）
- 恋するトップレディ（2002年、関西テレビ）
- ひまわりさん（2004年、TBS）
- ひまわりさん2（2005年、TBS）

## アニメ音楽
- アリオン
  - ペガサスの少女（作詞：松本隆／編曲：萩田光雄）

- 超人ロック 新世界戦隊
  - ELANA（作詞：ひろたたけし）

- 美味しんぼ
  - Dang Dang 気になる（作詞：売野雅勇／編曲：船山基紀）
  - LINE（作詞：売野雅勇／編曲：船山基紀）

- キテレツ大百科
  - コロ助ROCK（作詞：森雪之丞／編曲：山本健司）
  - ボディーだけレディー（作詞：森雪之丞／編曲：山本健司）
  - 夢みる時間（作詞：吉元由美／編曲：山本健司）

- 水色時代
  - Be Proud Of…（作詞：里乃塚玲央／編曲：鶴由雄）
  - 君がいるから（作詞：里乃塚玲央／編曲：米光亮）

- HAUNTEDじゃんくしょん
  - 心に私がふたりいる（作詞：松井五郎／編曲：田代隆廣）
  - トレモロ（作詞：松井五郎／編曲：田代隆廣）

- 夢戦士ウイングマン
  - 異次元ストーリー（作詞：竜真知子／編曲：奥慶一）
  - Afternoon Samba（作詞：吉田健美／編曲：奥慶一 ）
  - Blue Sensation（作詞：吉田健美／編曲：奥慶一 ）
  - Wing Love（作詞：竜真知子／編曲：奥慶一）
  - いけない三角関係（作詞：竜真知子／編曲：奥慶一）
  - アンブレラ物語（作詞：竜真知子／編曲：奥慶一）

- ドラゴンボールZ 超戦士撃破!!勝つのはオレだ
  - ドラゴンパワー∞（作詞：森雪之丞／編曲：戸塚修）
  - 小さな戦士〜悟天とトランクスのテーマ〜（作詞：森雪之丞／編曲：戸塚修）

- ドラゴンボールZ 龍拳爆発!!悟空がやらねば誰がやる
  - 俺がやらなきゃ誰がやる（作詞：森雪之丞／編曲：戸塚修）
  - 勇者の笛〜タピオンのテーマ〜（作詞：森雪之丞／編曲：戸塚修）

- ドラゴンボールZ 危険なふたり!超戦士はねむれない
  - 奇蹟のビッグ・ファイト（作詞：森雪之丞／編曲：戸塚修）

- ドラゴンボールZ 復活のフュージョン!!悟空とベジータ
  - 最強のフュージョン（作詞：森雪之丞／編曲：林有三）
  - 愛はバラードのように〜ベジータのテーマ〜（作詞：森雪之丞／編曲：林有三）

- Dr.スランプ アラレちゃん ほよよ!!助けたサメに連れられて…
  - んちゃ!DEチャ・チャ・チャ（作詞：青木久美子／編曲：戸塚修）

- 大草原の小さな天使 ブッシュベイビー
  - 大草原の小さな天使（作詞：渡辺なつみ／編曲：赤坂東児）

- SAMURAI GIRL リアルバウトハイスクール
  - 負けないで...片想い（作詞：森雪之丞／編曲：船山基紀）

- うる星やつら
  - パジャマ・じゃまだ（作詞：康珍化／編曲：椎名和夫）

- 蒼き流星SPTレイズナー
  - LA・ROSE・ROUGE（作詞：河奈みその／編曲：川村栄二）

- まじかる☆タルるートくん
  - 本丸・アンチバレンタイン宣言!!（作詞：松井亜弥／編曲：川村栄二）
  - ピクニック・アドベンチャー（作詞：松井亜弥／編曲：川村栄二）

- 少年ハリウッド
  - ハート全僕宣言！（作詞：橋口いくよ ／編曲：Kohei by SIMONSAYZ、林哲司）2013年8月、ZEN THE HOLLYWOOD 楽曲
  - 赤い箱のクラッカー ～Let's party～（作詞：橋口いくよ／編曲：Kohei by SIMONSAYZ）2013年12月、同上
  - BUY or DIE（作詞：橋口いくよ／編曲：下谷淳蔵）2014年6月、同上
  - ハロー世界（作詞：橋口いくよ／編曲：Kohei by SIMONSAYZ）2014年8月、少年ハリウッド-HOLLY STAGE FOR 49-オープニング曲
  - 永遠 never ever（作詞：橋口いくよ／編曲：Kohei by SIMONSAYZ）2014年8月、少年ハリウッド-HOLLY STAGE FOR 49-劇中曲
  - エアボーイズ（作詞：橋口いくよ／編曲：佐伯高志）2014年12月音楽配信、同上
  - チェリーチャンス（作詞：橋口いくよ）2015年2月音楽配信、同上
  - 三嶋限界線（作詞：橋口いくよ／編曲：岩本正樹）2015年2月音楽配信、同上
  - 僕たちのRevolution（作詞：橋口いくよ／編曲：Kohei by SIMONSAYZ）2014年10月、キャラクターソングCD【富井大樹】
  - 青いきゅんきゅんマフラー（作詞：橋口いくよ／編曲：大川茂伸）2014年11月、キャラクターソングCD【佐伯希星】
  - キラキラDREAMER（作詞：橋口いくよ／編曲：清水哲平）2014年11月、同上
  - 真っ赤なプライド（作詞：橋口いくよ／編曲：清水哲平）2014年12月、キャラクターソングCD【風見 颯】
  - 太陽ポエム（作詞：橋口いくよ／編曲：R.O.N）2014年12月、同上
  - 恋のRing（作詞：橋口いくよ）2015年1月、キャラクターソングCD【舞山春】
  - HOLLY TRIP（作詞：橋口いくよ／編曲：Kohei by SIMONSAYZ）2015年2月、少年ハリウッド-HOLLY STAGE FOR 50-オープニング曲
  - ロンリーPASSION（作詞：橋口いくよ／編曲：Kohei by SIMONSAYZ）2015年2月、少年ハリウッド-HOLLY STAGE FOR 50-
  - 青春 HAS COME（作詞：橋口いくよ ／編曲：Kohei by SIMONSAYZ）2015年3月、ZEN THE HOLLYWOOD 楽曲
  - バージンマジック（作詞：橋口いくよ ／編曲：Kohei by SIMONSAYZ）2015年8月、ZEN THE HOLLYWOOD 楽曲
  - NOEL STORY（作詞：橋口いくよ ／編曲：Kohei by SIMONSAYZ）2015年9月、少年ハリウッド BEST ALBUM 収録曲
  - 抱きしめてサーカス（作詞：橋口いくよ ／編曲：Kohei by SIMONSAYZ）2017年4月予定、ZEN THE HOLLYWOOD 楽曲

- 怪盗クイーンはサーカスがお好き
  - 逆転のレジーナ (歌：リトルブラックドレス／作詞：及川眠子／編曲：本間昭光）2022年6月

## イベント　スポーツ
- NEW!!わかふじ国体の式典総合プロデューサー（2003年）
- 清水エスパルス　ホーム開催試合選手入場曲　「雷神〜RAIJIN」

　  清水エスパルス公式応援歌　「王者の旗」作曲 編曲　プロデュース
- 社会人野球テーマソング　「我街の誇り」（2019年）作曲 編曲　作詞：伊集院静

## 自身のアーティスト活動

### シングル
| 発売日     | 品番                       | 面                                    | タイトル                              | 作詞               | 作曲   | 編曲             | 備考                                                    |
| ---------- | -------------------------- | ------------------------------------- | ------------------------------------- | ------------------ | ------ | ---------------- | ------------------------------------------------------- |
| 1973/03/21 | DR-1754                    | A                                     | 僕の隣の孤独                          | 林哲司             | 林哲司 | 林哲司           | ポリドール                                              |
| 1973/03/21 | DR-1754                    | B                                     | 午前5時の出来事                       | 林哲司             | 林哲司 | 林哲司           | ポリドール                                              |
| 1973/09/21 | DR-1793                    | A                                     | ブルージェ (BRUGES)                   | 林哲司             | 林哲司 | 林哲司           | ポリドール                                              |
| 1973/09/21 | DR-1793                    | B                                     | 約束                                  |                    |        |                  | ポリドール                                              |
| 1980/11/21 | VIHX-1524                  | A                                     | シリー・ガール                        | 竜真知子           | 林哲司 | 林哲司           | ビクター音楽産業                                        |
| 1980/11/21 | VIHX-1524                  | B                                     | ランニング・マン                      | 林哲司             | 林哲司 | 林哲司           | ビクター音楽産業                                        |
| 1986/07/10 | 10238-07                   | A                                     | 悲しみがいっぱい                      | 康珍化             | 林哲司 | 林哲司           | vapレコード                                             |
| 1986/07/10 | 10238-07                   | B                                     | タイム・マシーン                      | 康珍化、佐藤ありす | 林哲司 | 林哲司           | vapレコード                                             |
| 1987/07/10 | EP:10273-07 CD:20333       | A                                     | ガラスの観覧車                        | 売野雅勇           | 林哲司 | 林哲司           | vapレコード ●CD発売：1989/02/21                         |
| 1987/07/10 | EP:10273-07 CD:20333       | B                                     | Yesterday Alone                       | 売野雅勇           | 林哲司 | 林哲司           | vapレコード ●CD発売：1989/02/21                         |
| 1989/02/01 | EP:10332-07 CD:20332       | A                                     | モノクロームの夏                      | 売野雅勇           | 林哲司 | 林哲司           | vapレコード ●CD発売：1989/02/21                         |
| 1989/02/01 | EP:10332-07 CD:20332       | B                                     | 波起つ日                              | 青木久美子         | 林哲司 | 林哲司           | vapレコード ●CD発売：1989/02/21                         |
| 1990/12/16 | BCCA-9                     | フェ・ビット (fe vit')                | フェ・ビット (fe vit')                | Serge Ponsar       | 林哲司 | 林哲司           | バンダイ ●歌：トニー・シャサー、レア・ギャルバ          |
| 1990/12/16 | BCCA-9                     | Cha Cha Cha Du Creole                 | Cha Cha Cha Du Creole                 | (instrumental)     | 林哲司 | 林哲司           | バンダイ ●歌：トニー・シャサー、レア・ギャルバ          |
| 1992/05/25 | CD:WPDL-4297 EP:WPKL-10004 | 哀しみのmemory                        | 哀しみのmemory                        | 朝水彼方           | 林哲司 | 林哲司、中村圭三 | ワーナーミュージック・ジャパン ●EP発売：2019/11/03      |
| 1992/05/25 | CD:WPDL-4297 EP:WPKL-10004 | サロメの涙-Poison Love-               | サロメの涙-Poison Love-               | 田辺智沙           | 林哲司 | 林哲司           | ワーナーミュージック・ジャパン ●EP発売：2019/11/03      |
| 1992/09/25 | CD:WPDL-4310 EP:WPKL-10005 | LOVING IN THE RAIN                    | LOVING IN THE RAIN                    | 朝水彼方、林哲司   | 林哲司 | 林哲司、中村圭三 | ワーナーミュージック・ジャパン ●EP発売：2019/11/03      |
| 1992/09/25 | CD:WPDL-4310 EP:WPKL-10005 | 波止場にて                            | 波止場にて                            | 林哲司             | 林哲司 | 林哲司、中村圭三 | ワーナーミュージック・ジャパン ●EP発売：2019/11/03      |
| 1993/04/25 | WPDL-4345                  | 世界で一番せつない夜に                | 世界で一番せつない夜に                | 田久保真見         | 林哲司 | 林哲司           | ワーナーミュージック・ジャパン ●林哲司&C.C.ガールズ名義 |
| 1994/10/01 | VPDC-20589                 | もう君を愛していない～I'm not in love | もう君を愛していない～I'm not in love | 林哲司             | 林哲司 | 林哲司           | vapレコード                                             |
| 1994/10/01 | VPDC-20589                 | 抱きしめたいのはあなただけ            | 抱きしめたいのはあなただけ            | 戸沢暢美           | 林哲司 | 林哲司           | vapレコード                                             |
| 1995/01/01 | CODC-520                   | おさとう姫                            | おさとう姫                            | 康珍化             | 林哲司 | 林哲司           | 日本コロムビア ●林哲司、名児耶ゆり名義                  |
| 1995/01/01 | CODC-520                   | シャンプー                            | シャンプー                            | 林哲司             | 林哲司 |                  | 日本コロムビア ●林哲司、名児耶ゆり名義                  |

### アルバム
| 発売日         | レーベル                       | 規格 | 品番       | タイトル | 備考                                                       |
| -------------- | ------------------------------ | ---- | ---------- | --- | ---------------------------------------------------------- |
| 1973年         | ポリドール                     | LP   | MR-5029    | BRUGES〜ブルージェ 1. 僕の隣の孤独 2. 月曜日の朝 3. 愛の世界（あなたの腕の中で） 4. アイスクリームの夢 (A) 5. 約束 6. つらい毎日 7. わずかな時間をください 8. 午前5時の出来事 9. アイスクリームの夢 (B) 10. 灰色のコート 11. ブルージェ (BRUGES) |                                                            |
| 2007年3月9日   | ユニバーサルミュージック       | CD   | PROA-90    | BRUGES〜ブルージェ 1. 僕の隣の孤独 2. 月曜日の朝 3. 愛の世界（あなたの腕の中で） 4. アイスクリームの夢 (A) 5. 約束 6. つらい毎日 7. わずかな時間をください 8. 午前5時の出来事 9. アイスクリームの夢 (B) 10. 灰色のコート 11. ブルージェ (BRUGES) | 紙ジャケット                                               |
| 2018年9月19日  | ミュージックグリッド           | CD   | MSCL-61169 | BRUGES〜ブルージェ 1. 僕の隣の孤独 2. 月曜日の朝 3. 愛の世界（あなたの腕の中で） 4. アイスクリームの夢 (A) 5. 約束 6. つらい毎日 7. わずかな時間をください 8. 午前5時の出来事 9. アイスクリームの夢 (B) 10. 灰色のコート 11. ブルージェ (BRUGES) | MEG-CD                                                     |
| 1977年         | キティ・レコード               | LP   | MKF 1013   | バックミラー 1. MARCI (I) 2. Rainy Saturday ＆ Coffee Break 3. 夜のおわり 4. 彼女の長い一日 5. 燃えつきる日まで 6. 追憶 7. レター 8. 年老いた水夫のバラード 9. 金色のライオン 10. 鳥の背に飛びのれたら 11. MARCI (II) |                                                            |
| 2012年12月28日 | ユニバーサルミュージック       | CD   | PROT-1046  | バックミラー 1. MARCI (I) 2. Rainy Saturday ＆ Coffee Break 3. 夜のおわり 4. 彼女の長い一日 5. 燃えつきる日まで 6. 追憶 7. レター 8. 年老いた水夫のバラード 9. 金色のライオン 10. 鳥の背に飛びのれたら 11. MARCI (II) | 2012年デジタルリマスター盤                                 |
| 1980年         | ビクター音楽産業               | LP   | VIH-28023  | サマー・ワイン 1. スタンバイ・オール・ライト / STAND BY, ALL RIGHT 2. グッドバイTOKYO / GOOD-BYE TOKYO 3. ランニング・マン / RUNNING MAN 4. フィーリング・ブルー / FEELING BLUE 5. 再会 / AFTER FIVE YEARS 6. シリー・ガール / SILLY GIRL 7. 愛から愛へ / WE SAIL FROM LOVE TO LOVE 8. プロポーズ / PROPOSAL 9. バイ・バイ・マイ・ドリーム / BYE BYE, LOVE DREAM 10. サマー・ワイン / SUMMER WINE |                                                            |
| 1988年1月21日  | ビクター音楽産業               | CD   | VDR-28029  | サマー・ワイン 1. スタンバイ・オール・ライト / STAND BY, ALL RIGHT 2. グッドバイTOKYO / GOOD-BYE TOKYO 3. ランニング・マン / RUNNING MAN 4. フィーリング・ブルー / FEELING BLUE 5. 再会 / AFTER FIVE YEARS 6. シリー・ガール / SILLY GIRL 7. 愛から愛へ / WE SAIL FROM LOVE TO LOVE 8. プロポーズ / PROPOSAL 9. バイ・バイ・マイ・ドリーム / BYE BYE, LOVE DREAM 10. サマー・ワイン / SUMMER WINE |                                                            |
| 2013年12月11日 | ビクターエンタテインメント     | CD   | NCS-10061  | サマー・ワイン 1. スタンバイ・オール・ライト / STAND BY, ALL RIGHT 2. グッドバイTOKYO / GOOD-BYE TOKYO 3. ランニング・マン / RUNNING MAN 4. フィーリング・ブルー / FEELING BLUE 5. 再会 / AFTER FIVE YEARS 6. シリー・ガール / SILLY GIRL 7. 愛から愛へ / WE SAIL FROM LOVE TO LOVE 8. プロポーズ / PROPOSAL 9. バイ・バイ・マイ・ドリーム / BYE BYE, LOVE DREAM 10. サマー・ワイン / SUMMER WINE | 2013年デジタルリマスター盤                                 |
| 1986年9月1日   | vapレコード                    | LP   | 32-80026   | 林哲司ヴォーカル・コレクション ナイン・ストーリーズ NINE STORIES-Longtime Romance- 1. 悲しみがいっぱい 2. 左胸の星座 3. 寒い国から来たサーファー 4. TOUCH ME 5. 僕もその映画を見たよ 6. 3人のテーブル 7. 愁いを含んでほのかに甘く 8. 雨のハイウェイ 9. 君の理由 10. タイム・マシーン（シングル「悲しみがいっぱい」カップリング曲）※ 11. NINE STORIES（インストゥルメンタル）（ビデオ『NINE STORIES』収録曲）※ 12. 3人のテーブル（シングル『林 哲司スーパー・ライヴ』）※ 13. ランニング・マン（シングル『林 哲司スーパー・ライヴ』）※ 14. ガラスの観覧車（映画『ハチ公物語』主題歌シングル）※ 15. Yesterday Alone（映画『ハチ公物語』主題歌シングル）※ |                                                            |
| 1986年9月1日   | vapレコード                    | CD   | 80026-32   | 林哲司ヴォーカル・コレクション ナイン・ストーリーズ NINE STORIES-Longtime Romance- 1. 悲しみがいっぱい 2. 左胸の星座 3. 寒い国から来たサーファー 4. TOUCH ME 5. 僕もその映画を見たよ 6. 3人のテーブル 7. 愁いを含んでほのかに甘く 8. 雨のハイウェイ 9. 君の理由 10. タイム・マシーン（シングル「悲しみがいっぱい」カップリング曲）※ 11. NINE STORIES（インストゥルメンタル）（ビデオ『NINE STORIES』収録曲）※ 12. 3人のテーブル（シングル『林 哲司スーパー・ライヴ』）※ 13. ランニング・マン（シングル『林 哲司スーパー・ライヴ』）※ 14. ガラスの観覧車（映画『ハチ公物語』主題歌シングル）※ 15. Yesterday Alone（映画『ハチ公物語』主題歌シングル）※ |                                                            |
| 2001年12月12日 | vapレコード                    | CD   | VPCD-81399 | 林哲司ヴォーカル・コレクション ナイン・ストーリーズ NINE STORIES-Longtime Romance- 1. 悲しみがいっぱい 2. 左胸の星座 3. 寒い国から来たサーファー 4. TOUCH ME 5. 僕もその映画を見たよ 6. 3人のテーブル 7. 愁いを含んでほのかに甘く 8. 雨のハイウェイ 9. 君の理由 10. タイム・マシーン（シングル「悲しみがいっぱい」カップリング曲）※ 11. NINE STORIES（インストゥルメンタル）（ビデオ『NINE STORIES』収録曲）※ 12. 3人のテーブル（シングル『林 哲司スーパー・ライヴ』）※ 13. ランニング・マン（シングル『林 哲司スーパー・ライヴ』）※ 14. ガラスの観覧車（映画『ハチ公物語』主題歌シングル）※ 15. Yesterday Alone（映画『ハチ公物語』主題歌シングル）※ | ※ ボーナストラック                                         |
| 1988年4月21日  | vapレコード                    | LP   | 30232-22   | 林哲司ヴォーカル・コレクション タイム・フライズ TIME FLIES 1. 思い出のビーチクラブ 2. 君のハートはマリンブルー 3. P.S.抱きしめたい 4. バック・ステップ・ダンス 5. サマー・サスピション 6. IF I HAVE TO GO AWAY 7. 僕の隣りの孤独 ※ 8. 午前5時の出来事 ※ 9. BRUGES ※ 10. シリー・ガール ※ 11. ランニング・マン ※ 12. fe vit (Zouk Love Version) ※ 13. Cha Cha Cha Du Creole ※ 14. 哀しみのmemory ※ 15. サロメの涙 -Poison Love- ※ 16. 世界で一番せつない夜に <クリスマス・ヴァージョン> ※ |                                                            |
| 1988年4月21日  | vapレコード                    | CD   | 80065-22   | 林哲司ヴォーカル・コレクション タイム・フライズ TIME FLIES 1. 思い出のビーチクラブ 2. 君のハートはマリンブルー 3. P.S.抱きしめたい 4. バック・ステップ・ダンス 5. サマー・サスピション 6. IF I HAVE TO GO AWAY 7. 僕の隣りの孤独 ※ 8. 午前5時の出来事 ※ 9. BRUGES ※ 10. シリー・ガール ※ 11. ランニング・マン ※ 12. fe vit (Zouk Love Version) ※ 13. Cha Cha Cha Du Creole ※ 14. 哀しみのmemory ※ 15. サロメの涙 -Poison Love- ※ 16. 世界で一番せつない夜に <クリスマス・ヴァージョン> ※ |                                                            |
| 2001年12月12日 | vapレコード                    | CD   | VPCD-81400 | 林哲司ヴォーカル・コレクション タイム・フライズ TIME FLIES 1. 思い出のビーチクラブ 2. 君のハートはマリンブルー 3. P.S.抱きしめたい 4. バック・ステップ・ダンス 5. サマー・サスピション 6. IF I HAVE TO GO AWAY 7. 僕の隣りの孤独 ※ 8. 午前5時の出来事 ※ 9. BRUGES ※ 10. シリー・ガール ※ 11. ランニング・マン ※ 12. fe vit (Zouk Love Version) ※ 13. Cha Cha Cha Du Creole ※ 14. 哀しみのmemory ※ 15. サロメの涙 -Poison Love- ※ 16. 世界で一番せつない夜に <クリスマス・ヴァージョン> ※ | ※ ボーナストラック                                         |
| 1992年9月25日  | ワーナーミュージック・ジャパン | CD   | WPCL-668   | ポップxアート (POPxART) 1. 悲しみのmemory（作詞：朝水彼方） 2. Shadow Talk（作詞：EPO） 3. Loving in the rain（作詞：朝水彼方と共作） 4. サロメの涙〜Poison Love〜（作詞：田辺智沙） 5. 長距離電話（作詞：朝水彼方） 6. Talk too much（作詞：サエキけんぞう） 7. 波止場にて（自身が作詞） 8. SHADOW〜海の影 愛の影〜（作詞：朝水彼方） 9. 夜を急いで（作詞：北野みう） 10. Winds From China〜兄弟のいない子供たちへ〜（自身が作詞） |                                                            |
| 2016年3月23日  | ワーナーミュージック・ジャパン | CD   | WQCQ-593   | ポップxアート (POPxART) 1. 悲しみのmemory（作詞：朝水彼方） 2. Shadow Talk（作詞：EPO） 3. Loving in the rain（作詞：朝水彼方と共作） 4. サロメの涙〜Poison Love〜（作詞：田辺智沙） 5. 長距離電話（作詞：朝水彼方） 6. Talk too much（作詞：サエキけんぞう） 7. 波止場にて（自身が作詞） 8. SHADOW〜海の影 愛の影〜（作詞：朝水彼方） 9. 夜を急いで（作詞：北野みう） 10. Winds From China〜兄弟のいない子供たちへ〜（自身が作詞） | 2016年デジタルリマスター盤                                 |
| 1993年7月25日  | ダブリューイーエー・ジャパン   | CD   | WPCL-786   | C.C.ガールズ『WOMAN FROM TOKYO』 1. セクシーバス・ストップ 2. 世界で一番せつない夜に（林哲司&C.C.ガールズ） 3. アンクレット 4. せめて愛を眠らせて 5. 愛のためならしかたない 6. Tokyoちょっといい娘 7. 夏を知らないふたり 8. 星屑・愚図GUZUひとりきり 9. スティング 10. エピキュリアン・ブルー 11. 涙なしじゃ言えない |                                                            |
| 2015年11月     | キングレコード                 | CD   | KICS-3319  | Touch the Sun-tets-Tetsuji Hayashi Leader Album Project 1. Aviator 2. Tell Me Why 3. Touch the Sun 4. Perfect World, Perfect Girls 5. Where's All My Stuff? 6. Don't Say You Love Me 7. Colors of Your Dream 8. You & I Forever 9. Shangri-La 10. If I Only 11. Perfect World, Perfect Girls | 全曲外国人ヴォーカリストによる初のリーダー・アルバム       |
| 2001年         | アンサンブル / mind box        | CD   | ENCM-2012  | グルニオン (GRUNION)『I.D』 1. Is It Love?（作詞：チープ広石、吉田朋代／作曲：チープ広石） 2. What Cha' Gonna Do For You（作詞：林哲司／作曲：林哲司） 3. Take Me Through The Night（作詞：チープ広石／作曲：チープ広石） 4. Always Love You（作詞：吉田朋代／作曲：林哲司、チープ広石） 5. 一緒に話そうよ（作詞：吉田朋代／作曲：林哲司） 6. Do It !!（作詞：チープ広石／作曲：チープ広石） |                                                            |
| 2001年12月12日 | vapレコード                    | CD   | VPCD-81401 | 林哲司 ソングブック～Hit&Rare Tracks～ ディスク：1 ■NEW MUSIC COLLECTION■ 1. 悲しみがいっぱい ■<悲しみ>三部作■ 2. 悲しみがとまらない ■<悲しみ>三部作■ 3. 悲しい色やね OSAKA-BAY BLUES ■<悲しみ>三部作■ 4. September 5. 真夜中のドア ~stay with me 6. SUMMER SUSPICION 7. 君のハートはマリンブルー 8. してみたい 9. パズル・ナイト 10. ふたりの夏物語 -NEVER ENDING SUMMER- 11. 思い出のビーチクラブ 12. Strangers’ Dream 13. この愛をあなたに ■EARLY DAYS SONGS■ 14. 君の歌がきこえる ■EARLY DAYS SONGS■ 15. それが恋の終りなら ■作曲家デビュー作■ ディスク：2 ■POP COLLECTION■ 1. 北ウィング 2. 稲妻パラダイス 3. くちびるからサスペンス 4. 熱風 5. Ocean Side 6. 天国にいちばん近い島 7. 雪にかいたLOVE LETTER 8. 卒業 -GRADUATION- 9. デビュー -Fly Me To Love- 10. キャンバスの恋人 11. 信じかたを教えて 12. A・r・i・e・s 13. Dang Dang 気になる 14. 抱きしめたいのはあなただけ 15. 心に私がふたりいる                                                                                          | 他のアーティストに提供した作品を収録したコンピレーション盤 |
| 2001年12月12日 | vapレコード                    | CD   | VPCD-81398 | 林哲司サウンドトラックス～Movie&TV Tracks～ 1. ヨーロッパ特急『ヨーロッパ特急』TRANS EUROPE EXPRESS 2. メインタイトル『テラ戦士ψBOY』 3. ディラスポーラ（時のない河）『テラ戦士ψBOY』 4. テラ戦士 ~チェイス~『テラ戦士ψBOY』 5. BOYのテーマ（インストゥルメンタル）『テラ戦士ψBOY』 6. メインタイトル ~誕生~『ハチ公物語』 7. メインテーマ ~白い大地~『ハチ公物語』 8. さよならの微笑み『ハチ公物語』 9. メインテーマ ~オーケストラ・ヴァージョン~『ハチ公物語』 10. 遠き落日 ~メインテーマ~『遠き落日』 11. 時は流れて『遠き落日』 12. 恋『遠き落日』 13. メインタイトル『宮澤賢治 -その愛-』 14. 片想いの街N.Y.『大統領のクリスマスツリー』 15. Long Way To N.Y.『大統領のクリスマスツリー』 16. クリスマスの街角で『大統領のクリスマスツリー』 17. シネマファンタジー（<鎌倉シネマワールド> 館内音楽） 18. Jungle -Main Theme-『ジャングル』 19. Dangerous Night『NEWジャングル』 20. メインテーマ『人生は上々だ』 21. メインテーマ『日曜劇場 海まで5分』 22. メインテーマ (EPILOGUE)『ブランド』 | 1～17：映画音楽 18～22：テレビ音楽                         |
| 2005年         | サムライミュージック           | CD   | SMCP-1002  | グルニオン (GRUNION)『Voice』 1. Sparkle（作詞：吉田朋代／作曲：吉田朋代） 2. Shining Star（作詞：吉田朋代／作曲：林哲司、チープ広石） 3. 結局愛でしょ（作詞：吉田朋代／作曲：チープ広石、林哲司） 4. ta・da・i・ma（作詞：吉田朋代、林哲司／作曲：林哲司） 5. Bad Time Good Time（作詞：吉田朋代／作曲：チープ広石、林哲司） 6. Bridge（作詞：吉田朋代／作曲：チープ広石） |                                                            |

## 出演

### テレビ番組
- HIT SONG MAKERS 〜栄光のJ-POP伝説〜（BSフジ、2005年8月19日、2023年6月11日）

### ラジオ番組
- 林哲司&半田健人 昭和音楽堂（静岡放送、2008年 - ）